# Exchangeable image file format
Exchangeable image file format (en español, Formato de archivo de imagen intercambiable; abreviatura oficial Exif, no EXIF) es una especificación para formatos de archivos de imagen usado por las cámaras digitales. Fue creado por la ya extinta Japan Electronic Industry Development Association (JEIDA). La especificación usa los formatos de archivos existentes como JPEG, TIFF Rev. 6.0, y RIFF el formato de archivo de audio WAVE, a los que se agrega etiquetas específicas de metadatos. No estaba soportado en PNG, aunque se podían usar secciones concretas para guardar la misma información que proporciona Exif en un formato propio. En julio de 2017, se añadió en las extensiones a especificación 1.2 de PNG el soporte a Exif.
No está soportado en JPEG 2000 o GIF.[cita requerida]
La versión 2.1 de la especificación fue publicada el 12 de junio de 1998 y la versión 2.2 en abril de 2002. En julio de 2016 la Japan Electronics and Information Technology Industries Association (JEITA) entidad que se formó tras la desapación de JEIDA, en compañía de Camera & Imaging Products Associations (CIPA), publicaron la más reciente revisión de la especificación, la versión 2.31.
Las etiquetas (tags) de metadatos definidas en el estándar Exif cubren un amplio espectro incluido:
- Información de fecha y hora. Las cámaras digitales registran la fecha y la hora actual y la almacenan en los metadatos.
- Configuración de la cámara. Esta incluye información estática como el modelo de cámara y el fabricante, e información que varía con cada imagen como la orientación, apertura, velocidad del obturador, distancia focal, medidor de exposición y la velocidad de la película.
- Información sobre localización, la cual podría provenir de un GPS conectado a la cámara. Hasta el 2004 solo una pocas cámaras lo soportaban (véase geoetiquetación).
- Descripción e información sobre copyright. Nuevamente esto es algo que la mayoría de ellas hicieron cuando posteriormente procesaban la imagen, solo las cámaras de altas prestaciones permiten al usuario elegir el texto para estos campos.

## Programas que lo sustentan
Los datos Exif están incrustados dentro del mismo archivo de imagen. Mientras algunos programas más nuevos de manipulación de imágenes reconocen los datos Exif y lo mantienen cuando escriben una modificación en la imagen, este no es el caso para la mayoría de los programas más antiguos.

## Estado
La especificación Exif está actualmente desatendida (abandonada) porque no hay una entidad pública u oficialmente detrás de ella.

## Visualizar Exif
En Windows XP, un subconjunto de la información Exif puede ser visualizada haciendo clic derecho en un archivo de imagen y seleccionando «Propiedades», por medio del diálogo Propiedades hacer clic en la pestaña Resumen. Sin embargo, esto puede dañar el encabezado del Exif.
En los sistemas Mac OS X 10.4 y posteriores, esta información puede ser vista en el Finder, por medio de la funcionalidad "Obtener Información" (Get Info), del archivo de interés y expandiendo la sección "Más Información" (More Info).
En GNU/Linux, el subconjunto de datos Exif puede ser visto pulsando el archivo con el botón derecho del ratón y luego seleccionando «Propiedades». La mayoría de los visores de imágenes de Linux pueden dar un conjunto completo de datos Exif.
En sistemas móviles basados en Android o IOS, puede ser visualizado usando una de las numerosas aplicaciones de terceros para visualizar información EXIF, localizadas en sus respectivas tiendas de aplicaciones.

## Ejemplo
El siguiente cuadro muestra los valores Exif para una fotografía tomada con una cámara digital típica. Nótese que la información de autoría y de copyright no es generada por la cámara, de manera que esta debe ser agregada durante las fases posteriores del procesamiento de la fotografía.
| Característica            | Valor                  |
| ------------------------- | ---------------------- |
| Manufacturer              | CASIO                  |
| Model                     | QV-4000                |
| Orientation               | top - left             |
| Software                  | Ver1.01                |
| Date and Time             | 2003:08:15 16:45:32    |
| YCbCr Positioning         | centered               |
| Compression               | JPEG compression       |
| x-Resolution              | 72.00                  |
| y-Resolution              | 72.00                  |
| Resolution Unit           | Inch                   |
| Exposure Time             | 1/659 s                |
| FNumber                   | f/4.0                  |
| ExposureProgram           | Normal program         |
| Exif Versión              | Exif Versión 2.1       |
| Date and Time (original)  | 2003:08:15 16:45:32    |
| Date and Time (digitized) | 2003:08:15 16:45:32    |
| ComponentsConfiguration   | Y Cb Cr -              |
| Compressed Bits per Pixel | 4.01                   |
| Exposure Bias             | 0.0                    |
| MaxApertureValue          | 2.00                   |
| Metering Mode             | Pattern                |
| Flash                     | Flash did not fire.    |
| Focal Length              | 20.1 mm                |
| Maker Note                | 432 bytes unknown data |
| FlashPixVersion           | FlashPix Versión 1.0   |
| Color Space               | sRGB                   |
| PixelXDimension           | 2240                   |
| PixelYDimension           | 1680                   |
| File Source               | DSC                    |
| InteroperabilityIndex     | R98                    |
| InteroperabilityVersion   | (null)                 |